# Classe Lütjens
La classe Lütjens était la dernière de classe de destroyers de la Deutsche Marine.

## Conception
Elle était issue de la classe Charles F. Adams, une classe de destroyer à missiles guidés de l'US Navy. Quelques modifications avaient été apportées pour répondre aux exigences allemandes.
- Système de communication selon les normes allemandes : avec un second mât placé sur l'entonnoir arrière . Un radar de surveillance aérienne a été placé sur l'arrière de ce mât.
- Entonnoir de conception différente : nécessité d'un second mât recevant un radar. Les gaz d'échappement sont émis latéralement par deux tuyaux sur le côté gauche et droit de chacune entonnoir.
- Nouvel emplacement pour l'antenne sonar.
- Meilleur habitabilité pour les équipages.

## Refonte
En fin des années 1970, elle bénéficie d'un nouveau système de conduite de tir et de nouveaux missiles RIM-24 Tartar.

Dans les années 1980, elle reçoit de nouveaux ordinateurs de contrôle de tir et de nouveaux radars pour l'artillerie.

Dans les années 1990 elle reçoit deux nouveaux lanceurs RIM-116 Rolling Airframe Missile et des brouilleurs.

## Service
Le démantèlement de la classe Lütjens est réalisé en 2003. Le Mölder (D186) devient un navire-musée au Musée allemand de la marine à Wilhelmshaven.

## Unités
| N° coque | Nom     | Chantier                                         | Lancement        | Service effectif  | Fin de service             | Photo |
| -------- | ------- | ------------------------------------------------ | ---------------- | ----------------- | -------------------------- | ----- |
| D 185    | Lütjens | Chantier naval Bath Iron Works à Bath États-Unis | 11 août 1967     | 22 mars 1969      | retiré le 18 décembre 2003 |       |
| D 186    | Mölders | Chantier naval Bath Iron Works à Bath États-Unis | 13 avril 1968    | 20 septembre 1969 | retiré le 28 mai 2003      |       |
| D 187    | Rommel  | Chantier naval Bath Iron Works à Bath États-Unis | 1er février 1969 | 2 mai 1970        | retiré le 30 juin 1999     |       |